# 堀田吉子

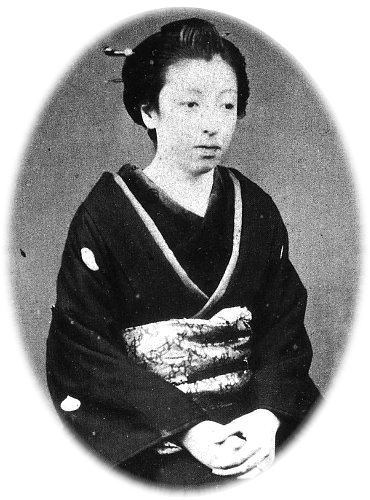
堀田吉子

堀田 吉子（ほった きちこ、嘉永7年3月25日（1854年4月22日） - 明治15年（1882年）9月23日）は、江戸時代末期から明治時代の人物。下総国佐倉藩第6代藩主（明治時代に伯爵）の堀田正倫の正室。出雲国松江藩主松平斉貴の次女。別名に政姫。幾知子とも書く。号は玉映。

## 生涯
安政5年（1858年）4月5日、時の老中・堀田正睦の四男・鴻之丞（正倫）と婚約するため、松江城から江戸に向かう。数え5歳の幼児であったため、ゆとりを持たせた約30日の行程を経て、5月5日江戸藩邸に到着した。道中の記録が残されているが、通商条約への勅許を得るために奔走していた堀田正睦が切腹したというデマもあったという。翌安政6年（1859年）4月、6歳で婚約した。同年、堀田正睦の隠居により、9歳の正倫が佐倉藩主となる。文久3年（1863年）3月、堀田家の江戸屋敷に入る。慶応3年（1867年）、14歳で正式に結婚し、1女を生んだ。茶道・書・和歌・俳句を能くした。明治15年、29歳で没した。墓所は甚大寺。